# Arcidiocesi di Tlalnepantla
L'arcidiocesi di Tlalnepantla (in latino: Archidioecesis Tlalnepantlana) è una sede metropolitana della Chiesa cattolica in Messico. Nel 2022 contava 1.833.730 battezzati su 2.360.015 abitanti. È retta dall'arcivescovo José Antonio Fernández Hurtado.

## Territorio
L'arcidiocesi comprende 6 comuni dello stato messicano di Messico: Tlalnepantla de Baz, Atizapán de Zaragoza, Naucalpan de Juárez, Huixquilucan de Degollado, Isidro Fabela e Jilotzingo.
Sede arcivescovile è la città di Tlalnepantla de Baz, dove si trova la cattedrale del Corpus Domini.
Il territorio è suddiviso in 204 parrocchie.

### Provincia ecclesiastica
La provincia ecclesiastica di Tlalnepantla, istituita nel 1989, comprende le seguenti suffraganee:
- la diocesi di Texcoco, eretta nel 1960;
- la diocesi di Cuautitlán, eretta nel 1979;
- la diocesi di Netzahualcóyotl, eretta nel 1979;
- la diocesi di Ecatepec, eretta nel 1995;
- la diocesi di Valle de Chalco, eretta nel 2003;
- la diocesi di Teotihuacan, eretta nel 2008;
- la diocesi di Izcalli, eretta nel 2014.

## Storia
La diocesi di Tlalnepantla fu eretta il 13 gennaio 1964 con la bolla Aliam ex aliis di papa Paolo VI, ricavandone il territorio dalla diocesi di Texcoco e dall'arcidiocesi di Città del Messico. Di quest'ultima era originariamente sede suffraganea.
Il 14 giugno 1967, con la lettera apostolica Invictum Christi, lo stesso papa Paolo VI proclamò San Filippo di Gesù patrono principale della diocesi.
Il 5 febbraio 1979 cedette una porzione del suo territorio a vantaggio dell'erezione della diocesi di Cuautitlán.
Il 17 giugno 1989 è stata elevata al rango di arcidiocesi metropolitana con la bolla Quoniam ut plane di papa Giovanni Paolo II.
Il 3 settembre 1991, con la lettera apostolica Quandoquidem duos, lo stesso papa Giovanni Paolo II ha confermato la Beata Maria Vergine, venerata con il titolo di Nuestra Señora de los Remedios, patrona dell'arcidiocesi.
Il 28 giugno 1995 ha ceduto un'altra porzione di territorio a vantaggio dell'erezione della diocesi di Ecatepec.

## Cronotassi dei vescovi
Si omettono i periodi di sede vacante non superiori ai 2 anni o non storicamente accertati.
- Felipe de Jesús Cueto González, O.F.M. † (13 gennaio 1964 - 28 maggio 1979 ritirato)
- Adolfo Antonio Suárez Rivera † (8 maggio 1980 - 8 novembre 1983 nominato arcivescovo di Monterrey)
- Manuel Pérez-Gil y González † (30 marzo 1984 - 14 febbraio 1996 deceduto)
- Ricardo Guízar Díaz † (14 agosto 1996 - 5 febbraio 2009 ritirato)
- Carlos Aguiar Retes (5 febbraio 2009 - 7 dicembre 2017 nominato arcivescovo di Città del Messico)
- José Antonio Fernández Hurtado, dal 25 gennaio 2019

## Statistiche
L'arcidiocesi nel 2022 su una popolazione di 2.360.015 persone contava 1.833.730 battezzati, corrispondenti al 77,7% del totale.
| anno | popolazione | popolazione | popolazione | presbiteri | presbiteri | presbiteri | presbiteri                | diaconi | religiosi | religiosi | parrocchie |
| anno | battezzati  | totale      | %           | numero     | secolari   | regolari   | battezzati per presbitero | diaconi | uomini    | donne     | parrocchie |
| ---- | ----------- | ----------- | ----------- | ---------- | ---------- | ---------- | ------------------------- | ------- | --------- | --------- | ---------- |
| 1966 | 670.520     | 681.400     | 98,4        | 148        | 84         | 64         | 4.530                     |         | 154       | 229       | 38         |
| 1970 | 1.080.000   | 1.100.000   | 98,2        | 226        | 172        | 54         | 4.778                     |         | 159       | 355       | 128        |
| 1976 | 2.685.000   | 2.750.000   | 97,6        | 374        | 280        | 94         | 7.179                     | 7       | 186       | 480       | 208        |
| 1980 | 3.140.000   | 3.250.000   | 96,6        | 293        | 192        | 101        | 10.716                    | 12      | 227       | 550       | 220        |
| 1990 | 3.433.000   | 3.769.000   | 91,1        | 257        | 198        | 59         | 13.357                    | 4       | 123       | 227       | 153        |
| 1999 | 3.082.003   | 3.312.163   | 93,1        | 283        | 215        | 68         | 10.890                    | 7       | 134       | 267       | 124        |
| 2000 | 3.119.079   | 3.341.265   | 93,4        | 293        | 220        | 73         | 10.645                    | 8       | 139       | 291       | 134        |
| 2001 | 3.119.204   | 4.753.807   | 65,6        | 303        | 230        | 73         | 10.294                    | 8       | 141       | 314       | 140        |
| 2002 | 3.207.022   | 3.480.000   | 92,2        | 333        | 255        | 78         | 9.630                     | 8       | 138       | 355       | 193        |
| 2003 | 3.494.077   | 3.982.000   | 87,7        | 353        | 258        | 95         | 9.898                     | 9       | 172       | 372       | 192        |
| 2004 | 2.864.699   | 3.264.734   | 87,7        | 373        | 263        | 110        | 7.680                     | 11      | 162       | 420       | 192        |
| 2010 | 3.184.000   | 3.980.000   | 80,0        | 342        | 266        | 76         | 9.309                     | 11      | 136       | 296       | 200        |
| 2014 | 1.984.400   | 2.322.091   | 85,5        | 304        | 261        | 43         | 6.527                     | 11      | 137       | 255       | 203        |
| 2017 | 2.057.157   | 2.390.950   | 86,0        | 359        | 262        | 97         | 5.730                     | 10      | 137       | 309       | 203        |
| 2020 | 2.121.940   | 2.530.115   | 83,9        | 323        | 245        | 78         | 6.569                     | 10      | 102       | 292       | 203        |
| 2022 | 1.833.730   | 2.360.015   | 77,7        | 324        | 240        | 84         | 5.659                     | 9       | 111       | 295       | 204        |